# Catedral de San Rumoldo (Malinas)

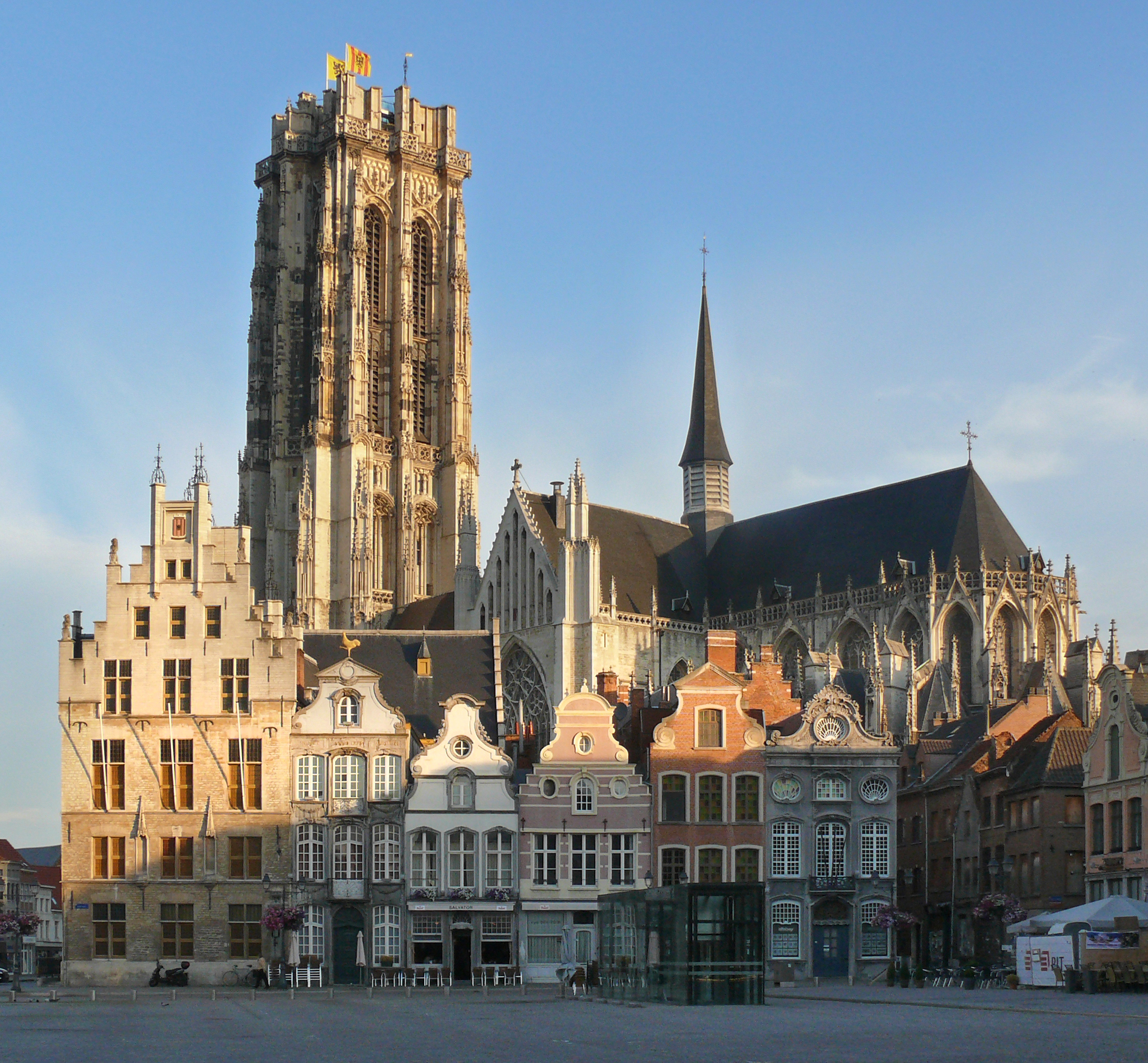
La catedral de vista desde la plaza del Mercado

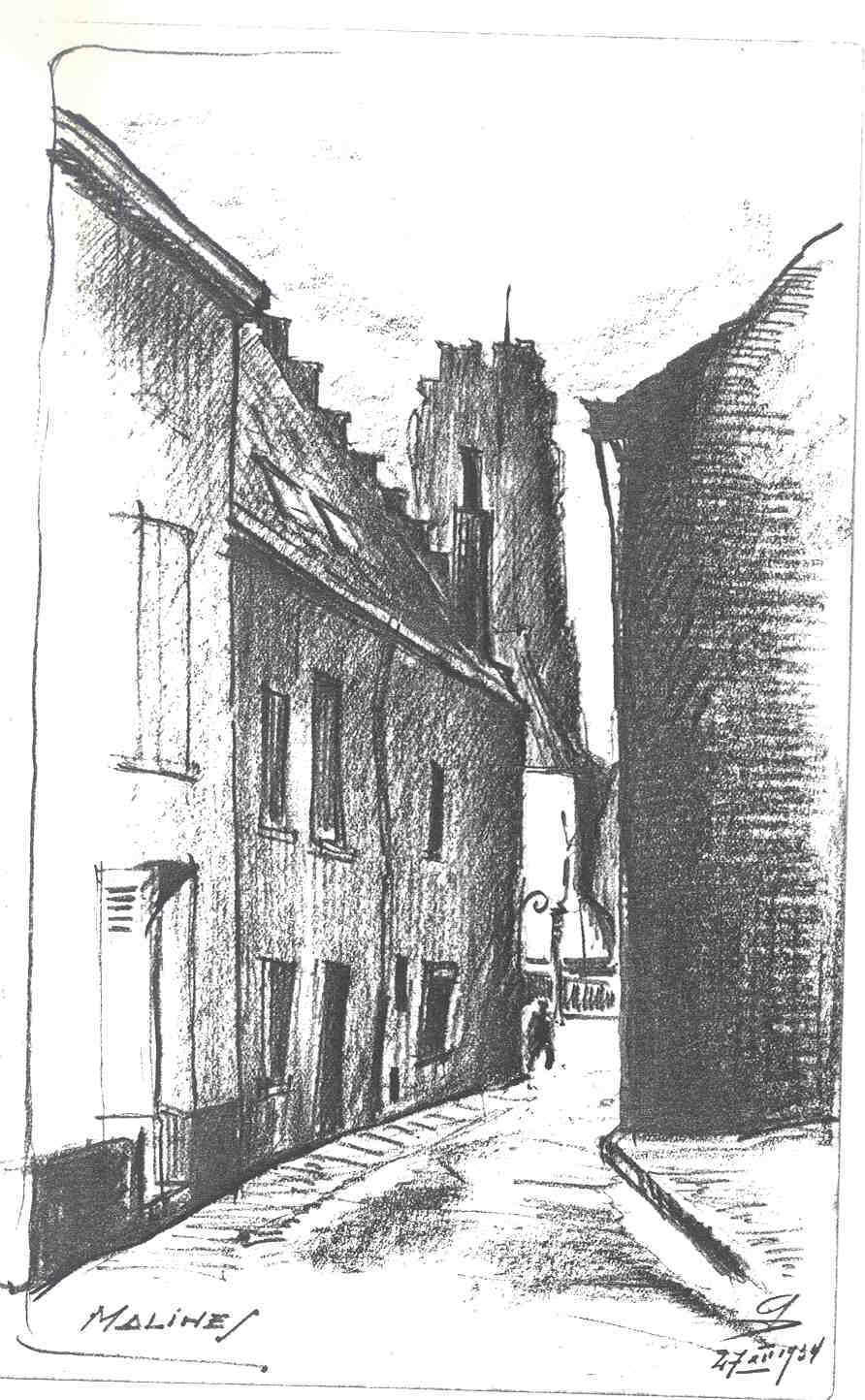
El edificio en un dibujo de Léon van Dievoet de 1934.

La catedral de San Rumoldo de Malinas (en neerlandés: St-Romboutskathedraal) es un edificio religioso de culto católico en la ciudad de Malinas (Bélgica).
La gran torre campanario de la catedral forma parte de un grupo de 56 torres y campanarios municipales de Bélgica y Francia declarados Patrimonio de la Humanidad de la Unesco desde 1999 (ID 943-016).

## Historia
La catedral fue construida en honor de san Rumoldo de Malinas (en inglés, Rumbald, Rumold o Romold; en flamenco: Rombout), un misionero irlandés del siglo VII. La construcción del edificio comenzó en el año 1200, y se prolongó hasta comienzos del siglo XVI. De hecho, la gran torre que corona el edificio fue realizada durante la fase final del proceso constructivo, entre 1452 y 1520.
Tradicionalmente se han venerado aquí las reliquias de san Rumoldo, quien fue martirizado por dos obreros en los alrededores de Malinas y cuyo cuerpo se halló en el agua gracias la luz milagrosa que desprendía.

## Arquitectura

### Líneas generales
La nave principal del edificio tiene una longitud de 118 metros, haciendo de esta catedral un edificio de gran tamaño. Las líneas generales de la arquitectura están realizadas en estilo gótico brabantino, aunque debido a la duración de la construcción hay algunos elementos en otros estilos, como un coro y un altar barrocos. En ellos, de hecho, se encuentran los principales elementos artísticos del edificio, como pinturas, esculturas o cristaleras.

### Torre de San Rumoldo de Malinas
El elemento más reconocible del edificio es la torre. El diseño original planteaba que estuviese coronado por un chapitel de 77 metros, pero en la actualidad es de 7 metros. La torre cuenta con 97,28 metros de altura, y para subir a ella hay que recorrer 514 escalones. Cuenta con un carillón formado por 49 campanas, cada una con su propio nombre, de entre las que destaca Salvador, de 8,884 kilogramos.
El torre de San Rumoldo forma parte de un grupo de 56 torres y campanarios de Bélgica y Francia en la lista de Patrimonio de la Humanidad de la Unesco desde 1999.

## Escultura
Se conservan importantes obras del escultor Lucas Faydherbe: el altar mayor (coronado por una estatua del santo titular) y la imagen orante del arzobispo Cruesen (1660).

## Galería de imágenes

Interiores de la catedral
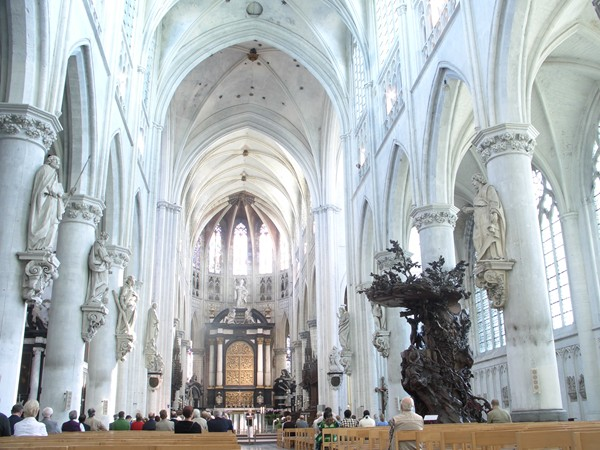
Vista interior
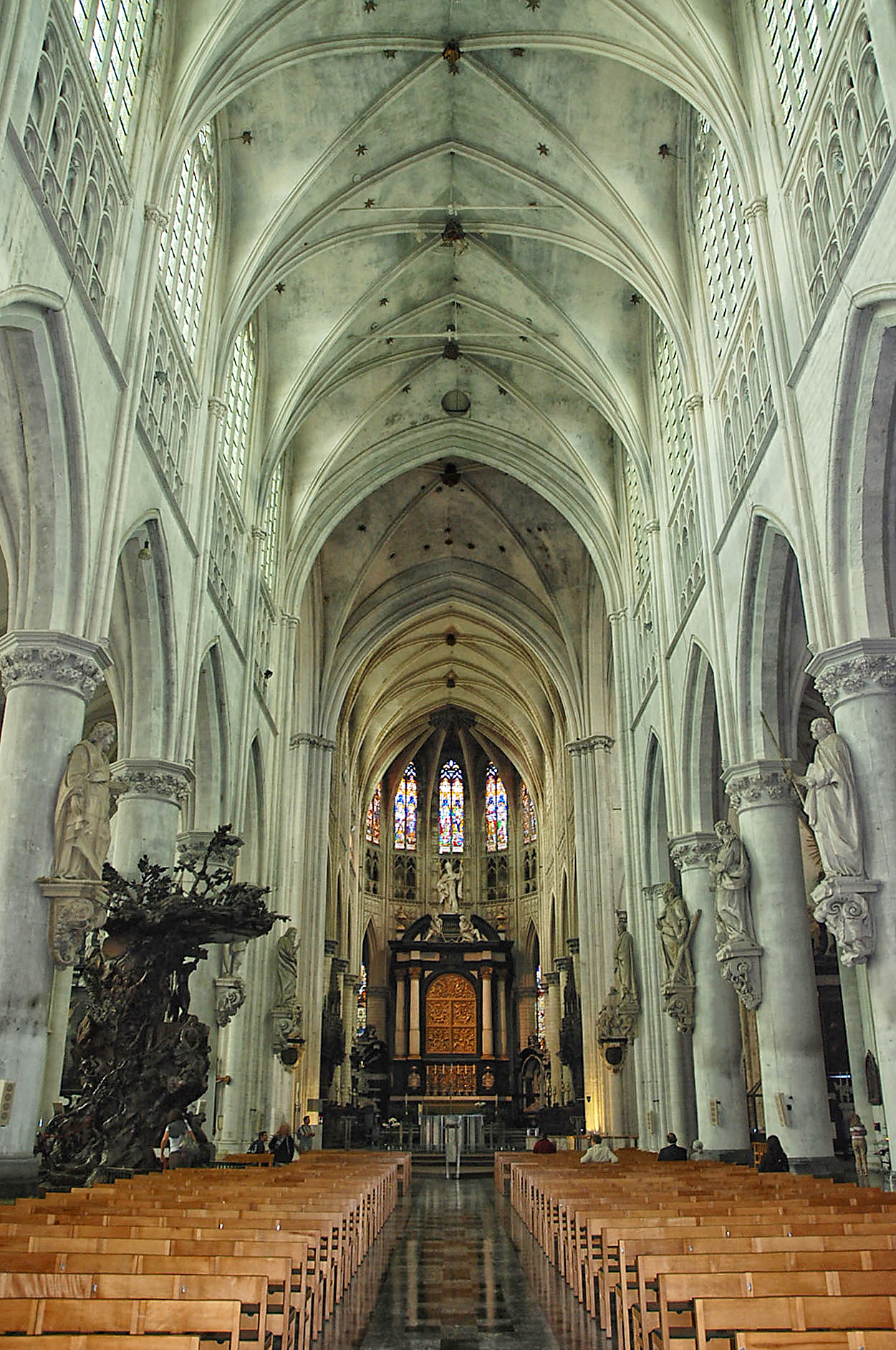
Vista interior
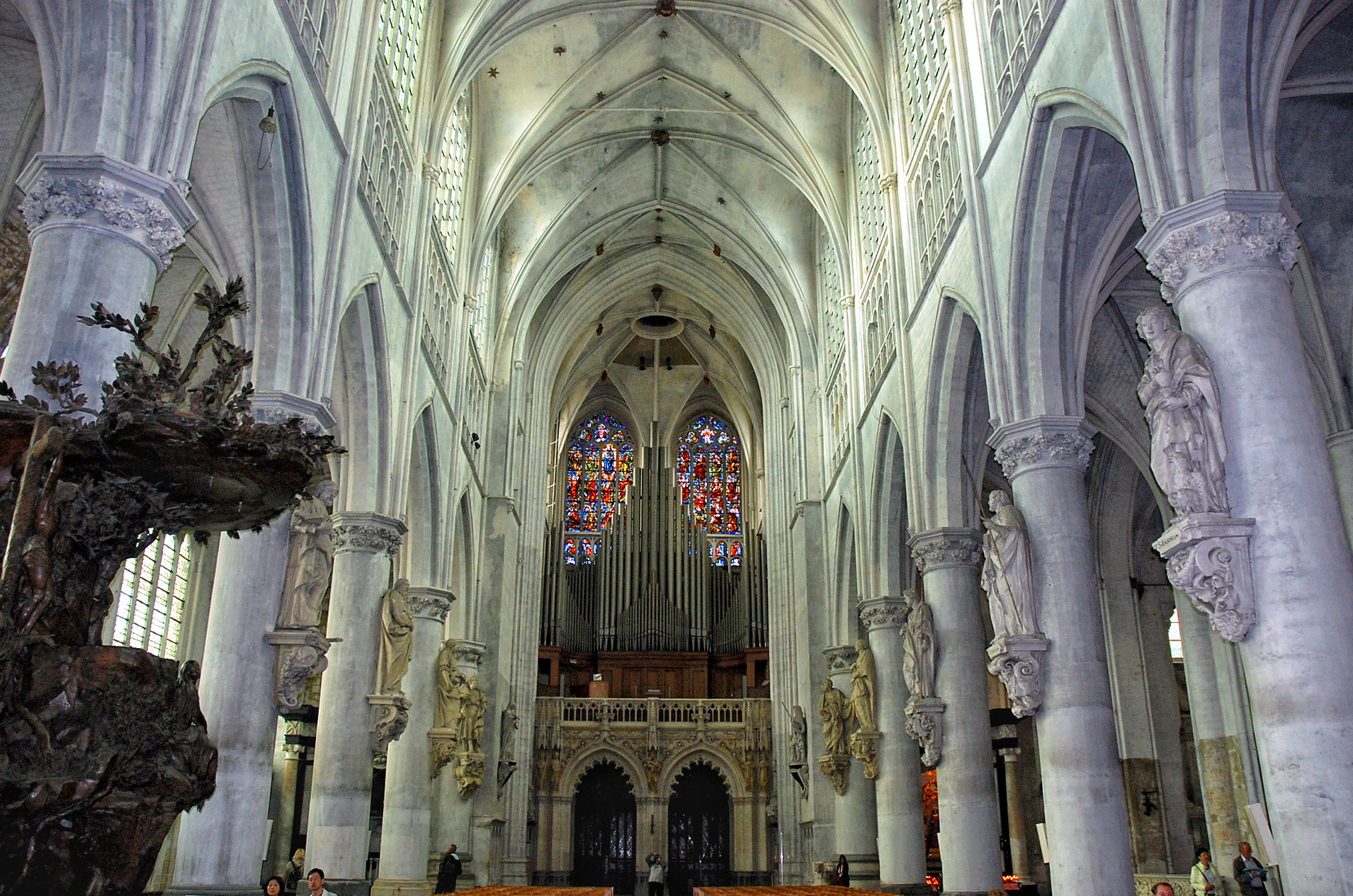
Vista de la nave con el órgano

Obras de arte de la catedral
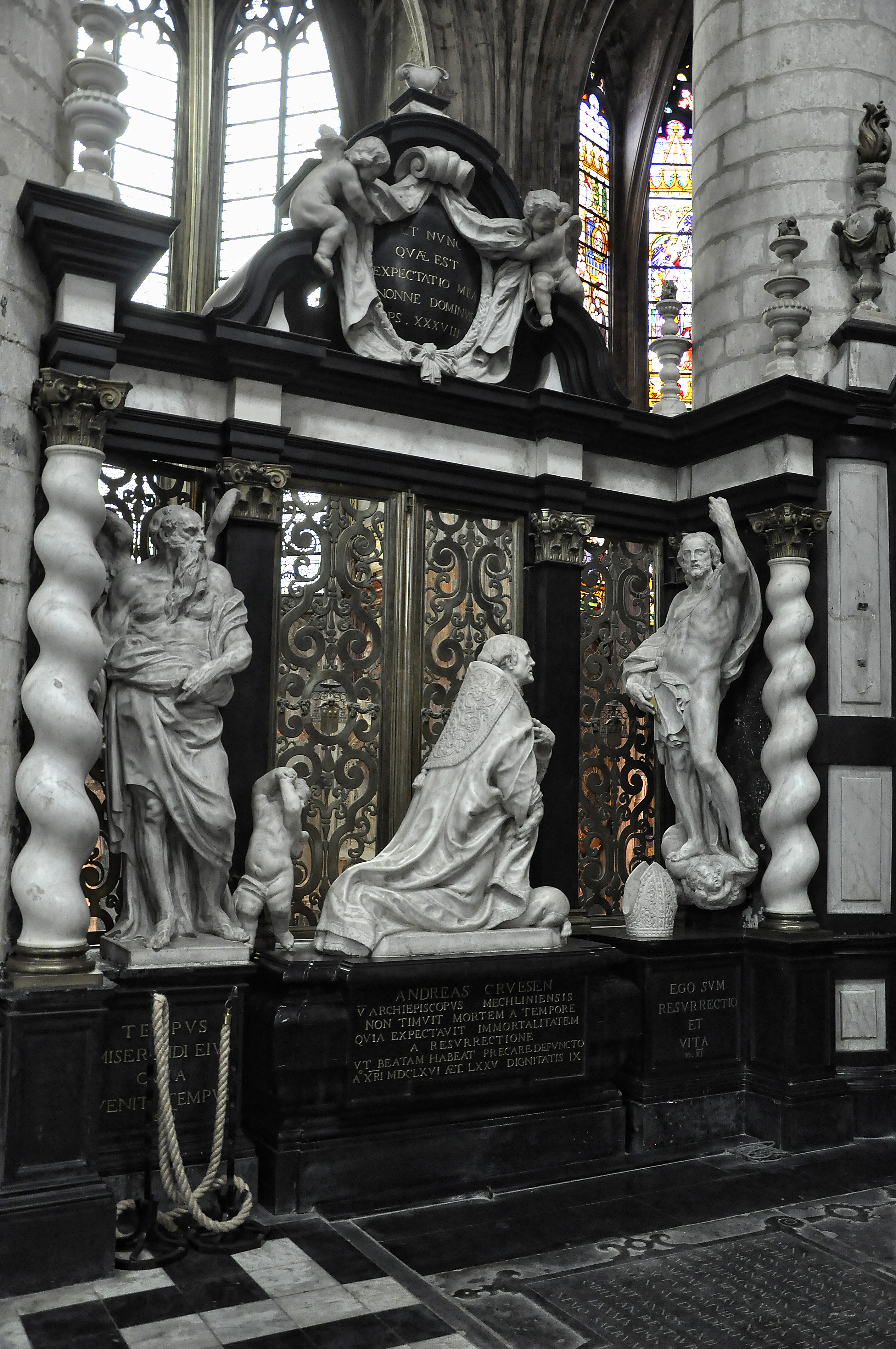
Tumba del arzobispo Andreas Creusen
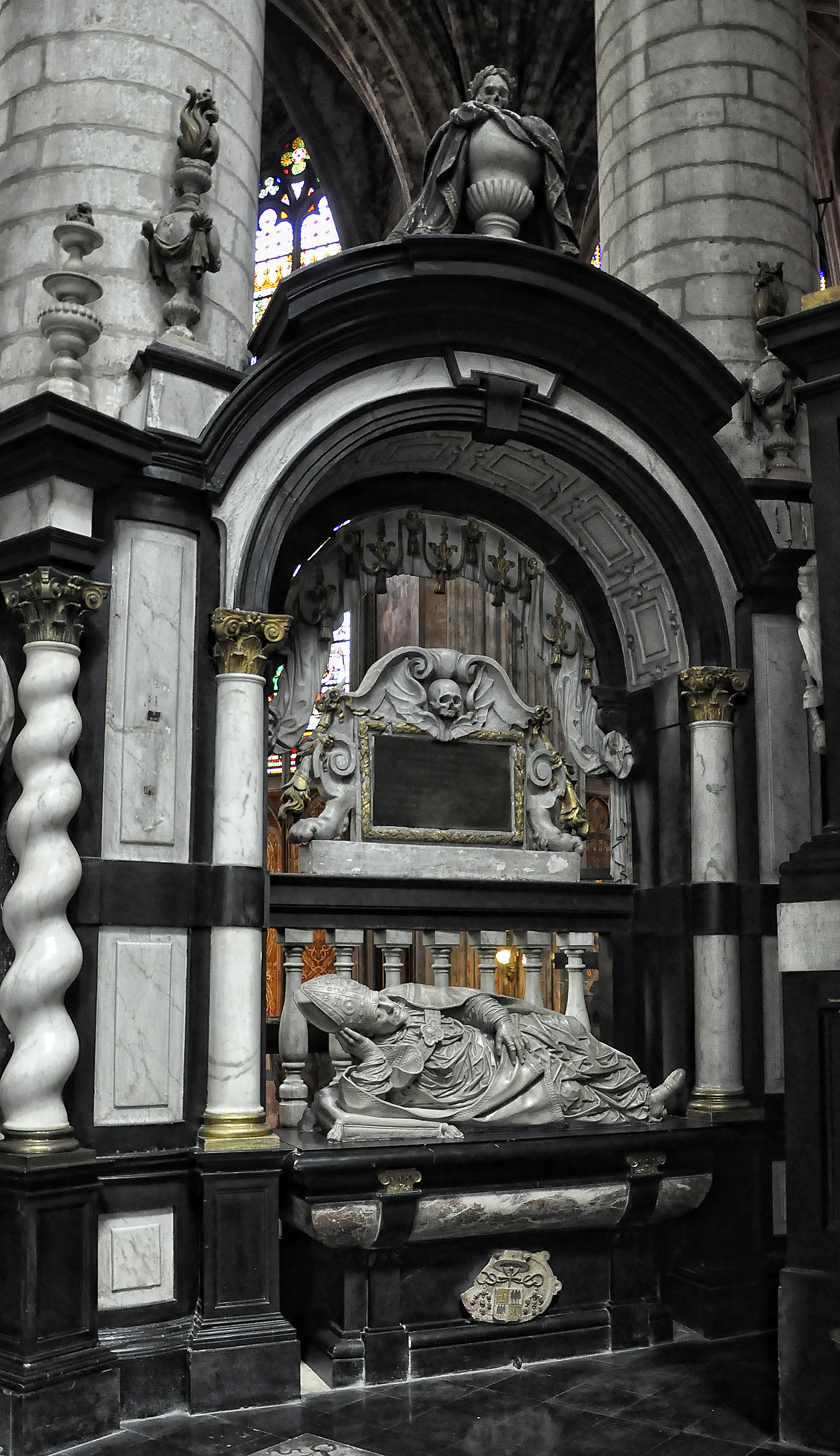
Tumba del arzobispo Matthias Hovius
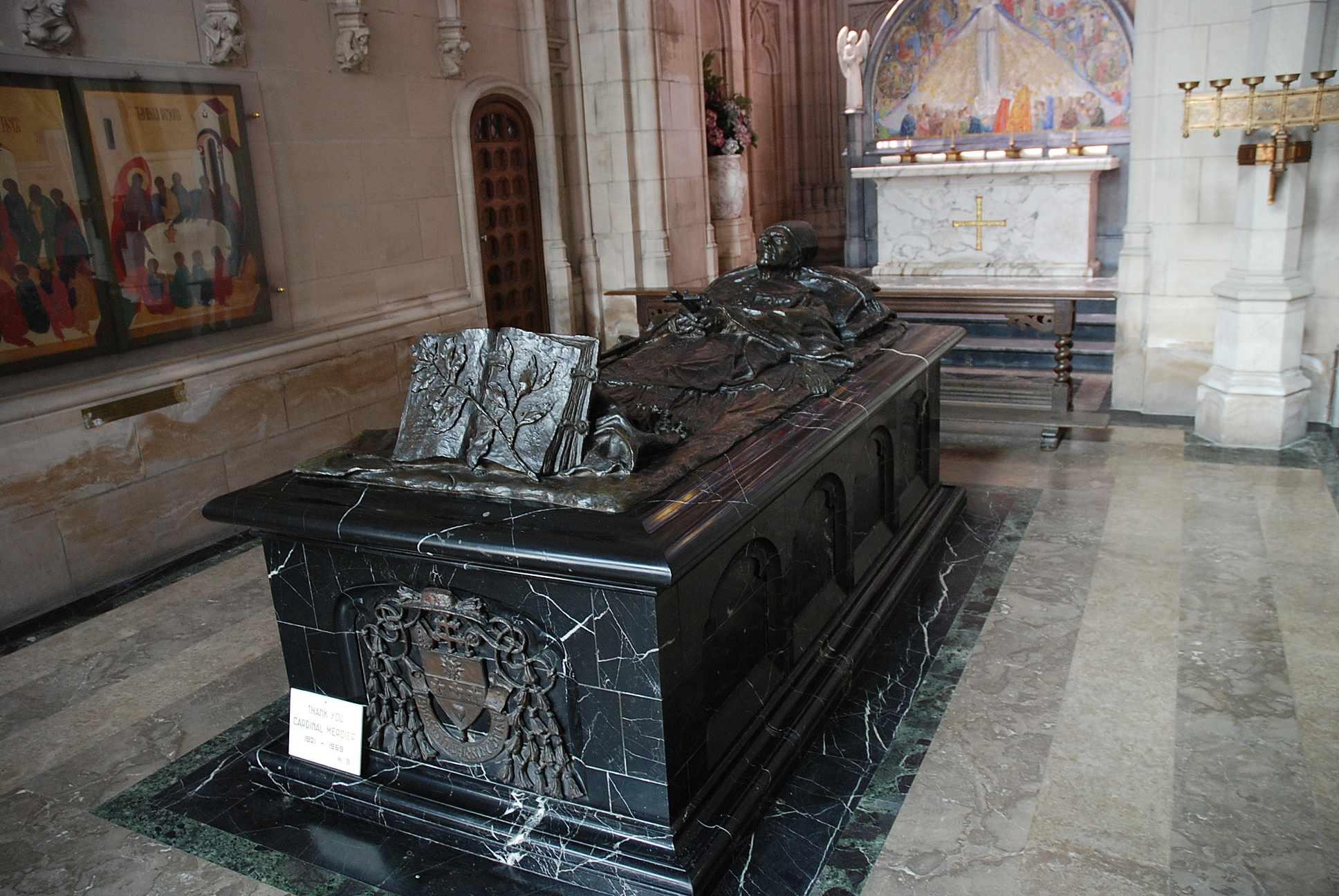
Tumba del cardenal Désiré-Joseph Mercier
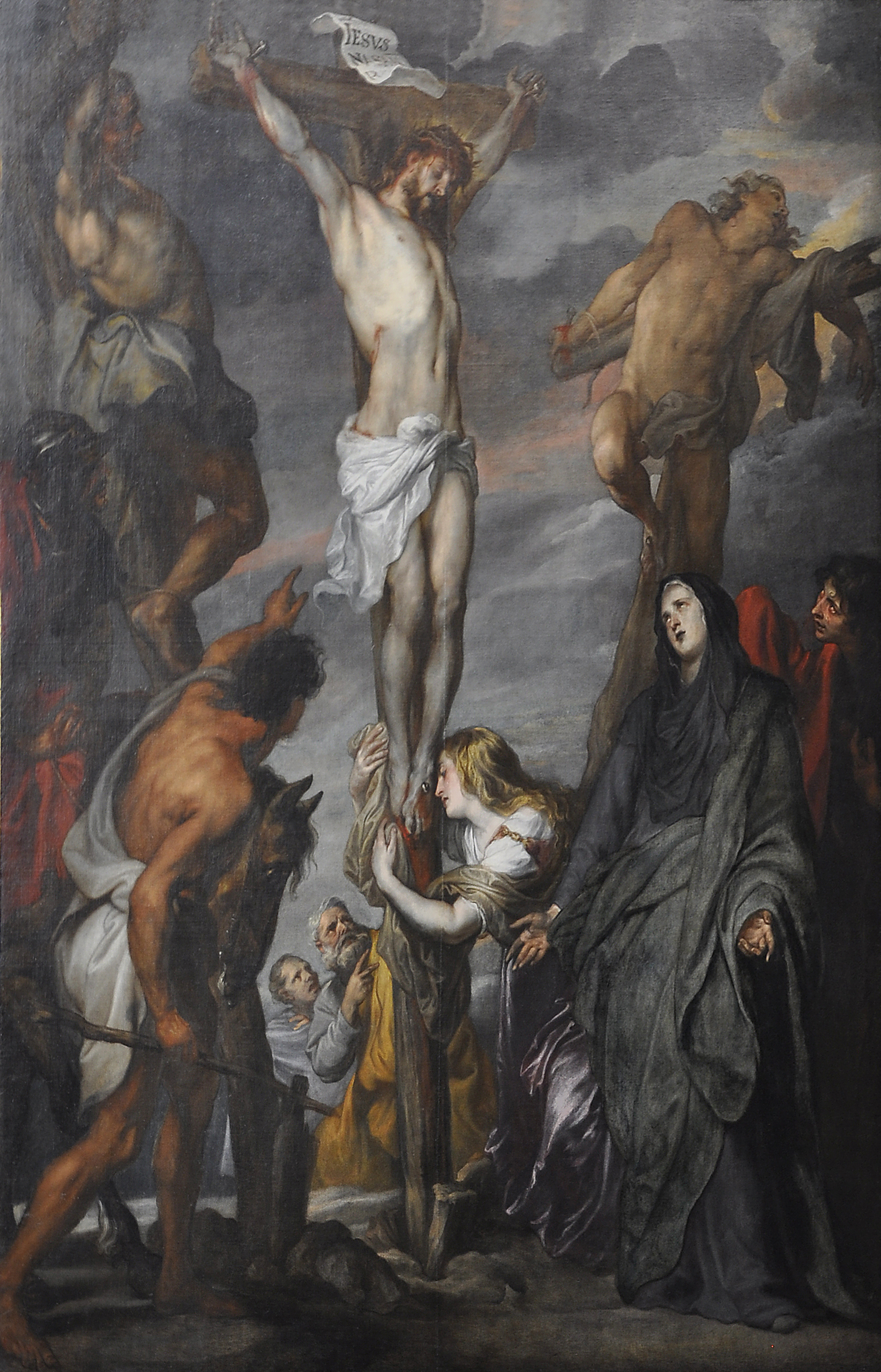
Christus aan het kruis de Antoon van Dyck
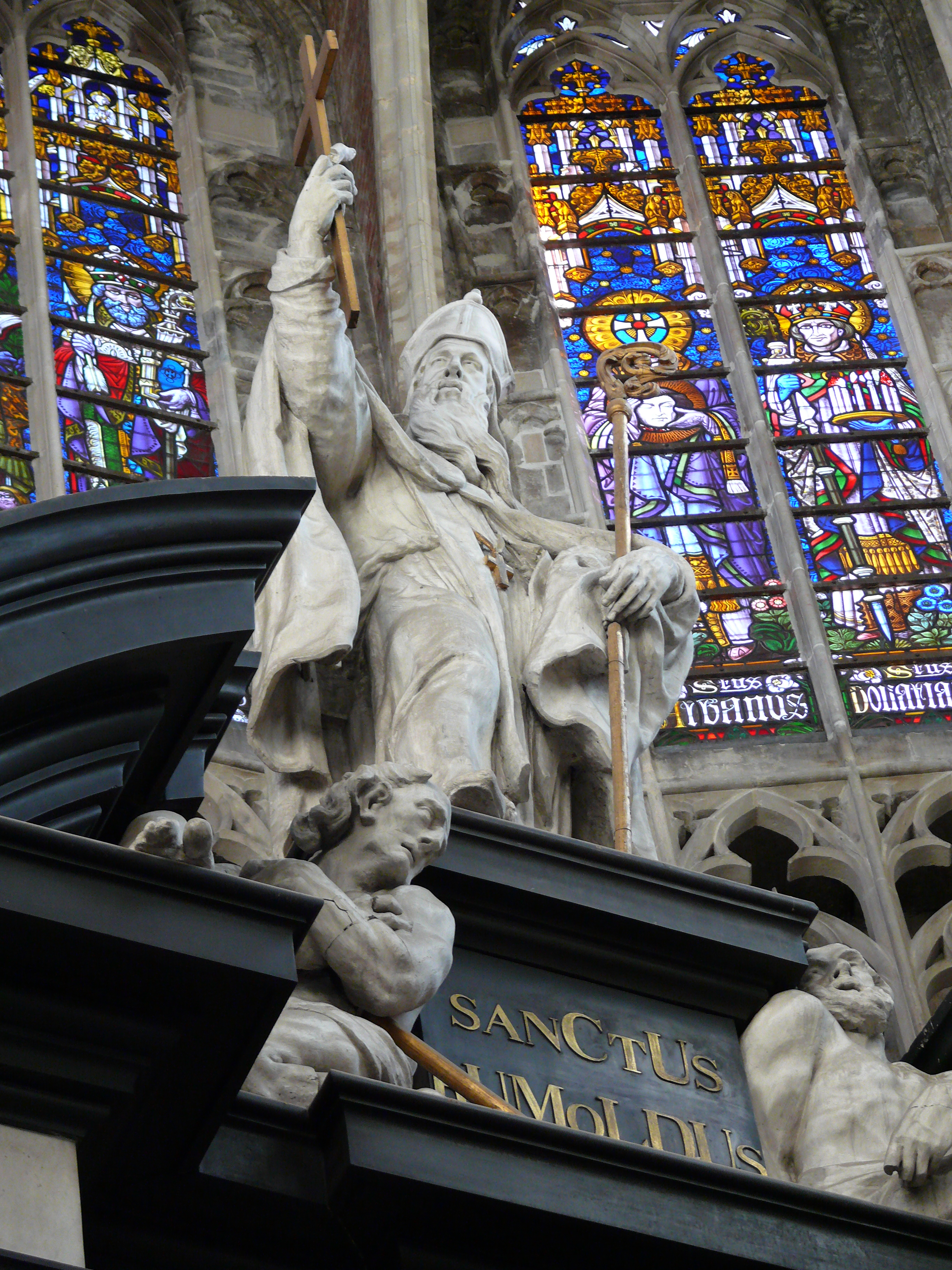
Estatua de Rumoldo de Malinas de Lucas Faydherbe.